# Liste von Persönlichkeiten der Stadt Meran
Die folgende Liste enthält die in der Stadt Meran (Südtirol) geborenen sowie zeitweise lebenden Persönlichkeiten, chronologisch aufgelistet nach dem Geburtsjahr. Die Liste erhebt keinen Anspruch auf Vollständigkeit.

## Söhne und Töchter der Stadt

### Bis 1900
- Ambrosius Gander (bl. um 1450), spätgotischer Maler
- Johann Baptista Ruffini (1672–1749), bedeutender Salzkaufmann in Bayern
- Johann Baptista Lauggas (1708–1768), Bildhauer des Rokoko
- Justinian Ladurner (1808–1874), Historiker
- Ignaz Vinzenz Zingerle (1825–1892), Germanist und Schriftsteller
- Josef Zingerle (1831–1891), Theologe und Orientalist
- Dismas Kuhn (1834–1894), Mediziner, Leibarzt von Erzherzog Ferdinand IV.
- Alois Goldbacher (1837–1924), Klassischer Philologe
- Franz Innerhofer (1847–1918), Mediziner und Mäzen
- Hermann von Tappeiner (1847–1927), Mediziner und Pharmakologe in München
- Karl Wolf (1848–1912), Theaterleiter und Schriftsteller
- Albert Reibmayr (1848–1918), Arzt und Rassentheoretiker
- Leo Putz (1869–1940), Tiroler Maler
- Adolf Wagner (1869–1940), österreichischer Botaniker, Naturphilosoph und Hochschullehrer
- Edmund Kleinhans (1870–1934), Linguist und Konzertpianist
- Albert Ellmenreich (1870–1937), Journalist und Fotograf
- Robert Herzog von Württemberg (1873–1947), deutscher Offizier, Prinz des königlichen Hauses Württemberg
- Karl Moeser (1877–1963), österreichischer Historiker, Numismatiker und Archivar
- Johannes Hofer (1879–1939), österreichischer katholischer Theologe
- Franz Joseph von Braganza (1879–1919), zweiter Sohn des Herzogs Michael von Braganza und Offizier in der Österreichisch-Ungarischen Monarchie
- Richard Steidle (1881–1940), österreichischer Rechtsanwalt und Politiker
- Wladimir Ernst Graf zu Münster von Derneburg (1886–1954), deutscher Oberstleutnant, Gutsbesitzer und Landwirt
- Oswald Menghin (1888–1973), Universitätsprofessor, Prähistoriker, Unterrichtsminister
- Adalbert von Neipperg (1890–1948), Benediktiner in Beuron, Abt von Neuburg bei Heidelberg
- Carl von Braitenberg (1892–1984), Politiker
- Elfriede Hengstenberg (1892–1992), Pädagogin
- Karl Ludwig Honeck (1893–1984), Gartenbauingenieur
- Franz Santifaller (1894–1953), Bildhauer
- Karl Erckert (1894–1955), ehemaliger Südtiroler Landeshauptmann
- Rudolf Hengstenberg (1894–1974), Maler
- Ludwig Bemelmans (1898–1962), Schriftsteller und Illustrator

### 1901 bis 1950
- Bruno Pokorny (1901–1978), Publizist, Pionier der Erwachsenenbildung in Südtirol
- Hans Andersag (1902–1955), Chemiker
- Paul F. De Gara (1902–1991), US-amerikanischer Allergologe
- Franz-Josef Sauberer (1904–1944), österreichischer Bergsteiger
- Josef Astfäller (1907–1997), Südtiroler Rechtsanwalt und deutscher Landrat
- Friedrich Bär (1908–1992), österreichisch-deutscher Chemiker, Mediziner und Hochschullehrer
- Emil Mehr (1909–1988), Schweizer Maler, Zeichner, Mosaizist und Kunstpädagoge
- Johannes-Ernst Köhler (1910–1990), deutscher Organist, Kantor und Hochschullehrer
- Theodor Piffl-Perčević (1911–1994), österreichischer Jurist und Politiker
- Anton Frühauf (1914–1999), Juwelier, Maler
- Silvius Magnago (1914–2010), ehemaliger Südtiroler Landeshauptmann, Vater des Autonomie Südtirols
- Ernst Bär (1919–1985), Ingenieur und Leiter der Bregenzer Festspiele
- Theodora Diehl (1921–2017), deutsche Schauspielerin, Künstlerin und Autorin
- Bargil Pixner (1921–2002), Benediktinermönch
- Bruno Jori (1922–1970), Dokumentarfilmer und Filmregisseur
- Mario Deghenghi (1925–2020), Filmpionier
- Erich Keber (1926–2016), Bildhauer
- Walter Konrad (* 1928), deutscher Leichtathlet und Olympiateilnehmer
- Siegfried Filippi (1929–2022), deutscher Mathematiker und Numeriker
- Oswald Oberhuber (1931–2020), österreichischer Maler, Bildhauer und Graphiker
- Joseph Zoderer (1935–2022), Schriftsteller
- Walter Baldessarini (1936–2022), Maler
- Aldo Parmeggiani (* 1939), Radio- und Fernsehjournalist
- Franco D’Andrea (* 1941), Jazzmusiker
- Lino Capolicchio (1943–2022), Schauspieler
- Wolfgang Rettig (1945–2019), deutscher Romanist, Sprachwissenschaftler und Hochschulpolitiker
- Frida Parmeggiani (* 1946), Kostümbildnerin
- Siegfried de Rachewiltz (* 1947), Historiker
- Franz Haller (* 1948), Anthropologe und Dokumentarfilmer
- Anita Pichler (1948–1997), Schriftstellerin
- Werner Masten (1950–2023), Autor und Regisseur

### 1951 bis 1980
- Marcello Jori (* 1951), Künstler
- Ulrike Kindl (* 1951), Volkskundlerin
- Cuno Tarfusser (* 1954), Jurist, Richter am IStGH
- Gloria Guida (* 1955), italienischsprachige Schauspielerin
- Roland Innerhofer (* 1955), Germanist
- Sepp Mall (* 1955), Schriftsteller
- Rudolf Stingel (* 1956), Maler
- Paolo Renner (* 1958), römisch-katholischer Theologe
- Veronika Stirner Brantsch (* 1959), Politikerin und Landtagsabgeordnete
- Norberto Oberburger (* 1960), ehemaliger italienischer Gewichtheber und Olympiasieger
- Giuseppe Albertoni (* 1961), Historiker
- Karl Zeller (* 1961), Rechtsanwalt und Politiker
- Sabine Gruber (* 1963), deutschsprachige Schriftstellerin
- Christoph Kaserer (* 1963), Betriebswirtschaftler
- Harald Pechlaner (* 1965), Wirtschaftswissenschaftler
- Günther Steiner (* 1965), Formel-1-Teamchef
- Paolo Valente (* 1966), Schriftsteller
- Klaus Webhofer (* 1967), Journalist und Moderator
- Marc Jongen (* 1968), Politiker, Philosoph
- Günther Dissertori (* 1969), Physiker
- Seppl Lamprecht (1969–2010), Politiker
- Ulrich Lange (* 1969), deutscher Jurist und Politiker
- Jürgen Prantner (* 1970), Handballtrainer und -spieler
- Christoph Prantner (* 1971), Journalist und politischer Berater
- Toni Bernhart (* 1971), Germanist und Schriftsteller
- Edith Haller (* 1972), Opernsängerin
- Markus Brunner (* 1973), Eishockeyspieler
- Elissa Mailänder (* 1973), Historikerin
- Monika Niederstätter (* 1974), Hürdenläuferin
- Helmut Vinaccia (* 1974), österreichischer Kabarettist
- Armin Zöggeler (* 1974), Rennrodler
- Freddy Schwienbacher (* 1975), Skilangläufer
- Sabine Eschgfäller (* 1976), Schriftstellerin
- Ingemar Gruber (* 1977), Eishockeyspieler, Nationalspieler
- Sonia Leimer (* 1977), Installationskünstlerin
- Armin Mair (* 1977), Naturbahnrodler, Weltmeister
- Andreas Kofler (* 1978), Architekt
- Marco Galateo (* 1979), Politiker
- David Mair (* 1980), Naturbahnrodler, Weltmeister

### 1981 bis 1990
- Erna Schweigl (* 1981), Naturbahnrodlerin
- Luca Ansoldi (* 1982), Eishockeyspieler, Nationalspieler
- Christian Borgatello (* 1982), Eishockeyspieler, Nationalspieler
- Karin Ferrari (* 1982), Medienkünstlerin
- Werner Heel (* 1982), Skirennläufer
- Andreas Leiter Reber (* 1982), Politiker
- Deborah Müller (* 1982), deutsch-italienische Schauspielerin
- Patrick Schwienbacher (* 1982), Rennrodler
- Florian Breitenberger (* 1983), Naturbahnrodler
- Johannes Hofer (* 1983), Naturbahnrodler
- Madeleine Rohrer (* 1983), Politikerin
- Martin Saltuari (* 1983), Fußballspieler
- Daniel Tappeiner (* 1983), Schriftsteller
- Monika Prünster (* 1984), Handballtorhüterin
- Philipp J. Pamer (* 1985), Filmregisseur und Drehbuchautor
- Manfred Schwarz (* 1985), Historiker und Kulturvermittler
- Andreas Lutz (* 1986), Eishockeyspieler
- Tanja Raich (* 1986), Schriftstellerin
- Katharina Zeller (* 1986), Politikerin
- Stefanie Egger (* 1987), Handballspielerin
- Siegmar Klotz (* 1987), Skirennläufer
- Tamara Schwarz (* 1987), Naturbahnrodlerin
- Andreas Leiter (* 1988), Naturbahnrodler
- Marcel Zischg (* 1988), Autor
- Dominik Paris (* 1989), Skirennläufer, Weltmeister
- Omar Visintin (* 1989), Snowboarder
- Patrick Reiterer (* 1990), Rennfahrer
- Thomas Weiss (* 1990), Naturbahnrodler

### Ab 1991
- Evelin Lanthaler (* 1991), Naturbahnrodlerin
- Yvonne Daldossi (* 1992), Eisschnellläuferin
- Debora Pixner (* 1992), Freestyle-Skierin
- Nadya Ochner (* 1993), Snowboarderin
- Daniel Frank (* 1994), Eishockeyspieler
- Kevin Gruber (* 1995), Eishockeyspieler
- Fabian Malleier (* 1998), Rennrodler
- Lukas Gufler (* 1999), Rennrodler
- Elisa Platino (* 1999), Skirennläuferin
- Celina Haller (* 2000), Skirennläuferin
- Maximilian Ladurner (* 2001), Basketballspieler
- Leo Prantner (* 2001), Handballspieler
- Daniel Grassl (* 2002), Eiskunstläufer
- Raphael Kofler (* 2005), Fußballspieler

## Mit der Stadt verbundene Persönlichkeiten

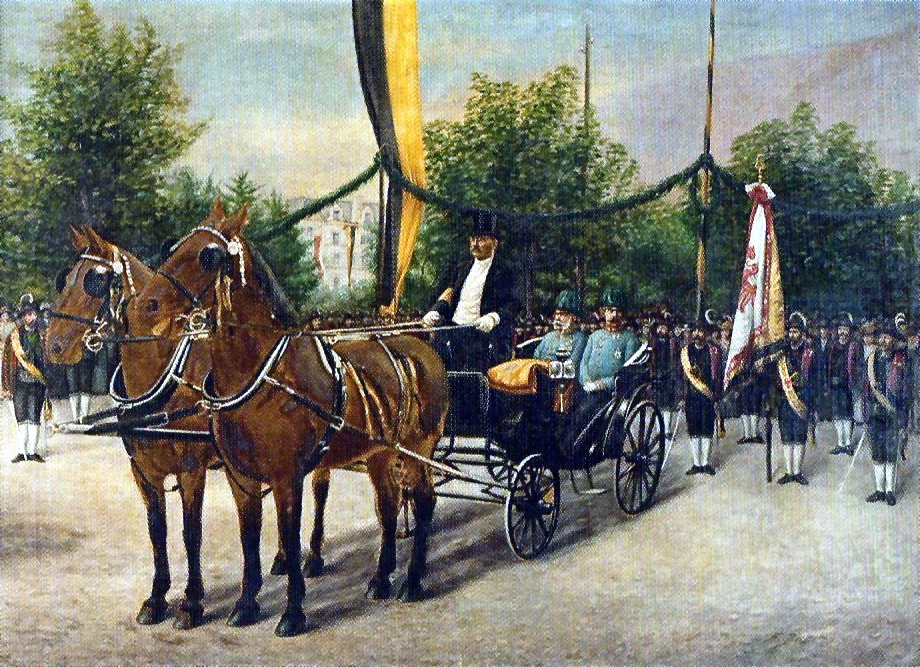
Ankunft von Kaiser Franz Joseph I. und Erzherzog Franz Ferdinand in Meran, 1900
(Ferdinand Behrens)

- Johann Nepomuk von Tschiderer (1777–1860), später Fürstbischof von Trient und 1995 seliggesprochen, wirkte von 1819 bis 1826 als Dekan in Meran[1]
- Albert Knoll (1796–1863), Kapuziner und Theologe, Seelsorger, Prediger und Lehrer in Meran
- Beda Weber (1798–1858), Schriftsteller und Theologe
- Emma Hellenstainer (1817–1904), Pionierin des Tiroler Tourismus
- Anton Ascher (1820–1884), Theaterschauspieler
- Christoph Hartung von Hartungen (1849–1917), Arzt und Gründer des Sanatoriums Dr. v. Hartungen
- John L. Stoddard (1850–1931), amerikanischer Reiseschriftsteller
- Theodor Christomannos (1854–1911), Politiker und Fremdenverkehrspionier
- Adolf Fischer (1856–1914), österreichischer Kunstsammler
- Marie Anatour (1856–1929), Theaterschauspielerin
- Friedrich Christian von Deuster (1861–1945), deutscher Gutsbesitzer und Politiker, Deuster erwarb um Meran großen Grundbesitz, unter anderem das Schloss Trauttmansdorff
- Ferdinand Behrens (1862–1925), sogenannter Stadtporträtmaler
- Karl Ernst Osthaus (1874–1921), Mäzen und Begründer des Folkwang-Museums, in Meran verstorben
- Adalbert Wietek (1876–1933), deutscher Architekt, lebte und wirkte von 1913 bis 1929 in Meran
- Ellen Tornquist (1877–1944), deutsche Malerin, lebte und wirkte von 1905 bis 1918 in Meran
- Adolf Altmann (1879–1944), Rabbiner in Meran und von 1915 bis 1918 Feldrabbiner in der österreichischen Armee
- Richard Steidle (1881–1940), Rechtsanwalt und Führer der Tiroler Heimwehr
- Robert Du Parc (1889–1979), Maler
- Gilbert Gravina (1890–1972), italienisch-deutscher Musiker, Dirigent
- Dietrich von Jagow (1892–1945), nationalsozialistischer Politiker
- Franz Lenhart (1898–1992), österreichisch-italienischer Werbegrafiker und Maler
- Viktoria Savs (1899–1979), Frontsoldatin des Ersten Weltkriegs
- Natalja Prawossudowitsch (1899–1988), russische Komponistin
- Reinhard Wittram (1902–1973), Historiker
- Karl Margraf (1912–2004), Sänger, Impresario, in Ansbach/Bayern geboren
- Max Tosi (1913–1988), ladinischer Dichter
- Ernst von Glasersfeld (1917–2010), irisch-US-amerikanischer Philosoph, Kommunikationswissenschaftler
- Peter Hölzl (1920–2010), Lehrer, Musiker
- Peter Fellin (1920–1999), Maler
- Egmont Jenny (1924–2010), Arzt, mehrmals Abgeordneter im Südtiroler Landtag
- Eugenio A. Beltrami (1930–1995), Sportgeräte-Entwickler
- Anselmo Gouthier (1933–2015), Spitzenfunktionär und Europaparlamentarier der Kommunistischen Partei Italiens
- Franco Marini (1935–2014), Schauspieler und Regisseur
- Orenzo „Enzino“ Leuzzi (1938–1993), Musiker
- Arnaldo Di Benedetto (* 1940), Universitätsdozent, literarischer Kritiker; in Mals geboren, in Meran zur Schule gegangen
- Leopold Steurer (* 1946), Historiker
- Rudolf Ladurner (1951–2019), Regisseur, Theaterleiter
- Ferdinand Gamper (1957–1996), Serienmörder
- Ulrich Egger (* 1959), Künstler
- Alessandro Banda (* 1963), Schriftsteller
- Marcello Fera (* 1966), Musiker, Komponist
- Gottfried Deghenghi (* 1968), Filmemacher, Regisseur und Produzent